# Reima Virtanen
Reima Virtanen, född den 5 november 1947 i Kemi, Finland, är en finländsk boxare som tog OS-silver i mellanviktsboxning 1972 i München. I finalen förlorade han mot Vjatjeslav Lemesjev från Sovjetunionen.